# Secrets and Lies
Secrets & Lies, es una miniserie australiana la cual fue transmitida del 3 de marzo del 2014 hasta el 7 de abril del 2014 por medio de la cadena Network Ten.

## Historia
La serie siguió la historia de Ben Gundelach, un hombre de familia que después de encontrar el cuerpo de Thom Murnane, un pequeño de 4 años rápidamente se convierte en el sospechoso principal del asesinato, con su matrimonio, sus hijos, su reputación y su cordura en juego Ben no tendrá más remedio que tratar de encontrar al verdadero asesino para limpiar su nombre.

## Personajes

### Personajes principales
| Actor              | Personaje         | Ocupación | No. de Episodios | Duración |
| ------------------ | ----------------- | --------- | ---------------- | -------- |
| Martin Henderson   | Ben Gundelach     | -         | 6                | 2014     |
| Adrienne Pickering | Jess Murnane      | -         | 6                | 2014     |
| Anthony Hayes      | Ian Cornielle     | Detective | 6                | 2014     |
| Diana Glenn        | Christy Gundelach | -         | 6                | 2014     |
| Philippa Coulthard | Tasha Gundelach   | -         | 6                | 2014     |
| Damon Gameau       | Dave Carroll      | -         | 6                | 2014     |
| Ben Lawson         | Paul Murnane      | -         | 3                | 2014     |
| Mirrah Foulkes     | Nicole Hoebel     | -         | 3                | 2014     |
| Damien Garvey      | Stuart Haire      | -         | 3                | 2014     |

### Personajes secundarios
| Actor                  | Personaje            | Ocupación                  | No. de Episodios | Duración |
| ---------------------- | -------------------- | -------------------------- | ---------------- | -------- |
| Piper Morrissey        | Eva Gundelach        | -                          | 6                | 2014     |
| Hunter Stratton Boland | Thom Murnane         | -                          | 6                | 2014     |
| Steven Tandy           | Kevin Gresham        | -                          | 5                | 2014     |
| Barbara Lowing         | Elaine Gresham       | -                          | 4                | 2014     |
| Mouche Phillips        | Vanessa Turner       | -                          | 4                | 2014     |
| Hugh Parker            | Timothy "Tim" Turner | Doctor                     | 3                | 2014     |
| Bradley Murnane        | Ryan                 | -                          | 3                | 2014     |
| Luke Wright            | Taylor               | -                          | 3                | 2014     |
| Mikhael Wilder         | Ari Bedrosian        | -                          | 1                | 2014     |
| Cory Robinson          | Oliver Dawson        | Estudiante de Arquitectura | 1                | 2014     |
| Jerome Myer            | Cooper Dobson        | -                          | 1                | 2014     |
| -                      | Kaitlin Swann        | -                          | -                | 2014     |

## Premios y nominaciones
| Año  | Categoría                                   | Premio      | Nominado         | Resultado |
| ---- | ------------------------------------------- | ----------- | ---------------- | --------- |
| 2015 | Most Outstanding Actor                      | Logie Award | Martin Henderson | Nominado  |
| 2015 | Best Miniseries / Telefeature               | AACTA Award | Secret & Lies    | Nominado  |
| 2015 | Best Guest or Supporting Actress in a Drama | AACTA Award | Piper Morrissey  | Nominada  |

## Producción
La serie fue dirigida por Kate Dennis y escrita por Stephen Irwin. La serie fue producida por "Hoodlum Active Pty Ltd".
La serie contó con 6 episodios y fue filmada en y alrededor del sudeste de Queensland.
El 4 de febrero del 2014 la compañía de producción de la serie anunció que se haría una versión norteamericana de ella la cual tendría el mismo título "Secrets and Lies" y sería co-producida por la ABC Studios, el actor Ryan Phillippe interpretará a Ben (el personaje principal), mientras que KaDee Strickland interpretará a su esposa, las actrices Indiana Evans y Belle Shouse interpretarán a sus hijas y la actriz Juliette Lewis dará vida a la detective principal. El 11 de mayo del 2017 la ABC anunció que había cancelado la serie tras dos temporadas.

### Emisión en otros países
| País    | Cadenas    | Fecha de Inicio     | Fecha de Finalización |
| ------- | ---------- | ------------------- | --------------------- |
| Canadá  | -          | 2014                | -                     |
| Irlanda | RTÉ TWO HD | 30 de marzo de 2014 | -                     |